# مستقبل ريتينويد أكس بيتا
مستقبل ريتينويد أكس بيتا (بالإنجليزية: Retinoid X receptor beta)‏ (ومختصره RXR-beta)، كما يعرف كذلك باسم المستقبل النووي عائلة 2، مجموعة ب، عضو 2 (ومختصره NR2B2) هو مستقبل نووي موجود عند الإنسان ومشفر بالمورثة RXRB.

## مخطط مسار تفاعلي
اضغط على المورثة أو البروتين أو المادة للذهاب إلى المقالة المتعلقة بها.
1. ↑  يمكن تعديل مخطط مسار التكوين التفاعلي في  ويكيباثويز: "VitaminDSynthesis_WP1531".